# Uruguay en la Copa Mundial de Fútbol de 2022
La selección de Uruguay fue uno de los treinta y dos equipos participantes en la Copa Mundial de Fútbol de 2022, torneo que se llevó a cabo del 20 de noviembre al 18 de diciembre en Catar.
Fue la decimocuarta participación de Uruguay, formó parte del Grupo H, junto a Portugal, Ghana y Corea del Sur.

## Clasificación

### Tabla de resultados
| Pos. | Selección | Pts. | PJ | PG | PE | PP | GF | GC | Dif. |
| ---- | --------- | ---- | -- | -- | -- | -- | -- | -- | ---- |
| 1.   | Brasil    | 45   | 17 | 14 | 3  | 0  | 40 | 5  | 35   |
| 2.   | Argentina | 39   | 17 | 11 | 6  | 0  | 27 | 8  | 19   |
| 3.   | Uruguay   | 28   | 18 | 8  | 4  | 6  | 22 | 22 | 0    |
| 4.   | Ecuador   | 26   | 18 | 7  | 5  | 6  | 27 | 19 | 8    |
| 5.   | Perú      | 24   | 18 | 7  | 3  | 8  | 19 | 22 | −3   |
| 6.   | Colombia  | 23   | 18 | 5  | 8  | 5  | 20 | 19 | 1    |
| 7.   | Chile     | 19   | 18 | 5  | 4  | 9  | 19 | 26 | −7   |
| 8.   | Paraguay  | 16   | 18 | 3  | 7  | 8  | 12 | 26 | −14  |
| 9.   | Bolivia   | 15   | 18 | 4  | 3  | 11 | 23 | 42 | −19  |
| 10.  | Venezuela | 10   | 18 | 3  | 1  | 14 | 14 | 34 | −20  |

|  | Clasificados a la Copa Mundial de Fútbol de 2022. |
|  | Clasificado a la repesca AFC/Conmebol.            |

### Partidos
| Fecha                   | Lugar        | Jornada |           | Resultado |           |
| ----------------------- | ------------ | ------- | --------- | --------- | --------- |
| 8 de octubre de 2020    | Montevideo   | 1       | Uruguay   | 2:1 (1:0) | Chile     |
| 13 de octubre de 2020   | Quito        | 2       | Ecuador   | 4:2 (2:0) | Uruguay   |
| 13 de noviembre de 2020 | Barranquilla | 3       | Colombia  | 0:3 (0:1) | Uruguay   |
| 17 de noviembre de 2020 | Montevideo   | 4       | Uruguay   | 0:2 (0:2) | Brasil    |
| 3 de junio de 2021      | Montevideo   | 7       | Uruguay   | 0:0       | Paraguay  |
| 8 de junio de 2021      | Caracas      | 8       | Venezuela | 0:0       | Uruguay   |
| 2 de septiembre de 2021 | Lima         | 9       | Perú      | 1:1 (1:1) | Uruguay   |
| 5 de septiembre de 2021 | Montevideo   | 6       | Uruguay   | 4:2 (2:0) | Bolivia   |
| 9 de septiembre de 2021 | Montevideo   | 10      | Uruguay   | 1:0 (0:0) | Ecuador   |
| 7 de octubre de 2021    | Montevideo   | 11      | Uruguay   | 0:0       | Colombia  |
| 10 de octubre de 2021   | Buenos Aires | 5       | Argentina | 3:0 (2:0) | Uruguay   |
| 14 de octubre de 2021   | Manaos       | 12      | Brasil    | 4:1 (2:0) | Uruguay   |
| 12 de noviembre de 2021 | Montevideo   | 13      | Uruguay   | 0:1 (0:1) | Argentina |
| 16 de noviembre de 2021 | La Paz       | 14      | Bolivia   | 3:0 (2:0) | Uruguay   |
| 27 de enero de 2022     | Asunción     | 15      | Paraguay  | 0:1 (0:0) | Uruguay   |
| 1 de febrero de 2022    | Montevideo   | 16      | Uruguay   | 4:1 (3:0) | Venezuela |
| 24 de marzo de 2022     | Montevideo   | 17      | Uruguay   | 1:0 (1:0) | Perú      |
| 29 de marzo de 2022     | Santiago     | 18      | Chile     | 0:2 (0:0) | Uruguay   |

## Preparación

### Partidos previos
| Fecha                    | Lugar        | Competición |                |                           | Resultado |                    |         |
| ------------------------ | ------------ | ----------- | -------------- | ------------------------- | --------- | ------------------ | ------- |
| 2 de junio de 2022       | Glendale     | Amistoso    | México         | Bandera de México         | 0:3 (0:1) | Bandera de Uruguay | Uruguay |
| 5 de junio de 2022       | Kansas City  | Amistoso    | Estados Unidos | Bandera de Estados Unidos | 0:0       | Bandera de Uruguay | Uruguay |
| 11 de junio de 2022      | Montevideo   | Amistoso    | Uruguay        | Bandera de Uruguay        | 5:0 (1:0) | Bandera de Panamá  | Panamá  |
| 23 de septiembre de 2022 | Sankt Pölten | Amistoso    | Irán           | Bandera de Irán           | 1:0 (0:0) | Bandera de Uruguay | Uruguay |
| 27 de septiembre de 2022 | Bratislava   | Amistoso    | Canadá         | Bandera de Canadá         | 0:2 (0:2) | Bandera de Uruguay | Uruguay |

#### México vs. Uruguay
| 2 de junio de 2022 | México | 0:3 (0:1) | Uruguay                      | State Farm Stadium, Glendale                              |                                                           |
| 19:00 (UTC-7)      |        | Reporte   | Vecino 35' · Cavani 46', 54' | Asistencia: 57 735 espectadores Árbitro(s): Juan Calderón | Asistencia: 57 735 espectadores Árbitro(s): Juan Calderón |

| Uniformes | Uniformes |
| --------- | --------- |
|           |           |

#### Estados Unidos vs. Uruguay
| 5 de junio de 2022 | Estados Unidos | 0:0     | Uruguay | Children's Mercy Park, Kansas City                          |                                                             |
| 16:00 (UTC-5)      |                | Reporte |         | Asistencia: 19 569 espectadores Árbitro(s): Adonai Escobedo | Asistencia: 19 569 espectadores Árbitro(s): Adonai Escobedo |

| Uniformes | Uniformes |
| --------- | --------- |
|           |           |

#### Uruguay vs. Panamá
| 11 de junio de 2022 | Uruguay                                                         | 5:0 (1:0) | Panamá | Estadio Centenario, Montevideo                                      |                                                                     |
| 17:00 (UTC-3)       | Cavani 39', 48' (pen.) · De la Cruz 58' · Gómez 68' · Rossi 77' | Reporte   |        | Asistencia: Sin datos sobre espectadores Árbitro(s): Cristián Garay | Asistencia: Sin datos sobre espectadores Árbitro(s): Cristián Garay |

| Uniformes | Uniformes |
| --------- | --------- |
|           |           |

#### Irán vs. Uruguay
| 23 de septiembre de 2022 | Irán       | 1:0 (0:0) | Uruguay | NV Arena, Sankt Pölten                                  |                                                         |
| 18:00 (UTC+2)            | Taremi 79' | Reporte   |         | Asistencia: 300 espectadores Árbitro(s): Walter Altmann | Asistencia: 300 espectadores Árbitro(s): Walter Altmann |

| Uniformes | Uniformes |
| --------- | --------- |
|           |           |

#### Canadá vs. Uruguay
| 27 de septiembre de 2022 | Canadá | 0:2 (0:2) | Uruguay                   | Tehelné pole, Bratislava                                  |                                                           |
| 18:00 (UTC+2)            |        | Reporte   | De la Cruz 6' · Núñez 33' | Asistencia: 4 500 espectadores Árbitro(s): Peter Kralović | Asistencia: 4 500 espectadores Árbitro(s): Peter Kralović |

| Uniformes | Uniformes |
| --------- | --------- |
|           |           |

## Uniforme

### Oficial
| Opción 1 | Opción 2 | Opción 3 | Opción 4 |

### Alternativo
| Opción 1 | Opción 2 | Opción 3 | Opción 4 |

### Portero
| Opción 1 | Opción 2 | Opción 3 |

### Entrenamiento
|  |

### Cuerpo técnico
|  |

## Plantel

### Lista final
| N.º |                                       | Nombre                 | Posición       | Edad    | PJ  | G  | Equipo               |
| --- | ------------------------------------- | ---------------------- | -------------- | ------- | --- | -- | -------------------- |
| 1   | Bandera de Argentina                  | Fernando Muslera       | Guardameta     | 36 años | 133 | 0  | Galatasaray          |
| 12  | Bandera de Departamento de Montevideo | Sebastián Sosa         | Guardameta     | 36 años | 1   | 0  | Independiente        |
| 23  | Bandera de Departamento de Colonia    | Sergio Rochet          | Guardameta     | 29 años | 8   | 0  | Nacional             |
| 2   | Bandera de Departamento de Canelones  | José María Giménez     | Defensa        | 27 años | 78  | 8  | Atlético de Madrid   |
| 3   | Bandera de Departamento de Colonia    | Diego Godín            | Defensa        | 36 años | 159 | 8  | Vélez Sarsfield      |
| 4   | Bandera de Departamento de Rivera     | Ronald Araújo          | Defensa        | 23 años | 12  | 0  | Barcelona            |
| 13  | Bandera de Departamento de Montevideo | Guillermo Varela       | Defensa        | 29 años | 9   | 0  | Flamengo             |
| 16  | Bandera de Departamento de Montevideo | Mathías Olivera        | Defensa        | 25 años | 8   | 0  | Napoli               |
| 17  | Bandera de Departamento de Canelones  | Matías Viña            | Defensa        | 25 años | 26  | 0  | Roma                 |
| 19  | Bandera de Departamento de Montevideo | Sebastián Coates       | Defensa        | 32 años | 47  | 1  | Sporting de Lisboa   |
| 22  | Bandera de Departamento de Montevideo | Martín Cáceres         | Defensa        | 35 años | 115 | 4  | Los Angeles Galaxy   |
| 26  | Bandera de Departamento de Canelones  | José Luis Rodríguez    | Defensa        | 25 años | 0   | 0  | Nacional             |
| 5   | Bandera de Departamento de Canelones  | Matías Vecino          | Centrocampista | 31 años | 62  | 4  | Lazio                |
| 6   | Bandera de Departamento de Colonia    | Rodrigo Bentancur      | Centrocampista | 25 años | 51  | 1  | Tottenham Hotspur    |
| 7   | Bandera de Departamento de Montevideo | Nicolás de la Cruz     | Centrocampista | 25 años | 17  | 2  | River Plate          |
| 10  | Bandera de Departamento de Río Negro  | Giorgian de Arrascaeta | Centrocampista | 28 años | 40  | 8  | Flamengo             |
| 14  | Bandera de Departamento de Río Negro  | Lucas Torreira         | Centrocampista | 26 años | 40  | 8  | Galatasaray          |
| 15  | Bandera de Departamento de Montevideo | Federico Valverde      | Centrocampista | 24 años | 44  | 4  | Real Madrid          |
| 25  | Bandera de Departamento de Montevideo | Manuel Ugarte          | Centrocampista | 21 años | 6   | 0  | Sporting de Lisboa   |
| 8   | Bandera de Departamento de Montevideo | Facundo Pellistri      | Delantero      | 20 años | 7   | 0  | Manchester United    |
| 9   | Bandera de Departamento de Salto      | Luis Suárez            | Delantero      | 35 años | 134 | 68 | Nacional             |
| 11  | Bandera de Departamento de Artigas    | Darwin Núñez           | Delantero      | 23 años | 13  | 3  | Liverpool            |
| 18  | Bandera de Departamento de Paysandú   | Maxi Gómez             | Delantero      | 26 años | 27  | 4  | Trabzonspor          |
| 20  | Bandera de Departamento de Montevideo | Facundo Torres         | Delantero      | 22 años | 10  | 0  | Orlando City         |
| 21  | Bandera de Departamento de Salto      | Edinson Cavani         | Delantero      | 35 años | 133 | 58 | Valencia             |
| 24  | Bandera de Departamento de Montevideo | Agustín Canobbio       | Delantero      | 24 años | 3   | 0  | Athletico Paranaense |
|     | Bandera de Departamento de Montevideo | Diego Alonso           | Entrenador     | 49 años |     |    |                      |

#### Jugadores por liga
| Liga                 | Jugadores aportados |
| -------------------- | ------------------- |
| LaLiga               | 4                   |
| Brasileirão          | 3                   |
| Campeonato Uruguayo  | 3                   |
| Liga Profesional     | 3                   |
| Premier League       | 3                   |
| Serie A              | 3                   |
| Superliga de Turquía | 3                   |
| MLS                  | 2                   |
| Primeira Liga        | 2                   |

#### Jugadores por departamento
| Departamento | Jugadores aportados |
| ------------ | ------------------- |
| Montevideo   | 11                  |
| Canelones    | 4                   |
| Colonia      | 3                   |
| Río Negro    | 2                   |
| Salto        | 2                   |
| Artigas      | 1                   |
| Paysandú     | 1                   |
| Rivera       | 1                   |
| Extranjero   | 1                   |

## Participación
- Los horarios son correspondientes a la hora local catarí (UTC+3).

### Partidos
| Fecha           | Lugar     | Instancia      |          |                     | Resultado |                          |               |
| --------------- | --------- | -------------- | -------- | ------------------- | --------- | ------------------------ | ------------- |
| 24 de noviembre | Rayán     | Fase de grupos | Uruguay  | Bandera de Uruguay  | 0:0       | Bandera de Corea del Sur | Corea del Sur |
| 28 de noviembre | Lusail    | Fase de grupos | Portugal | Bandera de Portugal | 2:0 (0:0) | Bandera de Uruguay       | Uruguay       |
| 2 de diciembre  | Al Wakrah | Fase de grupos | Ghana    | Bandera de Ghana    | 0:2 (0:2) | Bandera de Uruguay       | Uruguay       |

### Fase de grupos - Grupo H
| Selección     | Pts | PJ | PG | PE | PP | GF | GC | Dif |
| ------------- | --- | -- | -- | -- | -- | -- | -- | --- |
| Portugal      | 6   | 3  | 2  | 0  | 1  | 6  | 4  | +2  |
| Corea del Sur | 4   | 3  | 1  | 1  | 1  | 4  | 4  | 0   |
| Uruguay       | 4   | 3  | 1  | 1  | 1  | 2  | 2  | 0   |
| Ghana         | 3   | 3  | 1  | 0  | 2  | 5  | 7  | –2  |

|  | Clasificados a los octavos de final. |

#### Uruguay vs. Corea del Sur
| 24 de noviembre | Uruguay | 0:0     | Corea del Sur | Estadio Ciudad de la Educación, Rayán                                          |                                                                                |
| 16:00           |         | Reporte |               | Asistencia: 41 663 espectadores Árbitro(s): Clément Turpin VAR: Jérôme Brisard | Asistencia: 41 663 espectadores Árbitro(s): Clément Turpin VAR: Jérôme Brisard |

| 23         | Guardameta     | Sergio Rochet      |     |
| 22         | Defensa        | Martín Cáceres     |     |
| 3          | Defensa        | Diego Godín        |     |
| 2          | Defensa        | José María Giménez |     |
| 16         | Defensa        | Mathías Olivera    | 79' |
| 15         | Centrocampista | Federico Valverde  |     |
| 5          | Centrocampista | Matías Vecino      | 78' |
| 6          | Centrocampista | Rodrigo Bentancur  |     |
| 8          | Delantero      | Facundo Pellistri  | 88' |
| 9          | Delantero      | Luis Suárez        | 64' |
| 11         | Delantero      | Darwin Núñez       |     |
| Entrenador | Entrenador     | Diego Alonso       |     |

| 1          | Guardameta     | Kim Seung-gyu  |     |
| 15         | Defensa        | Kim Moon-hwan  |     |
| 4          | Defensa        | Kim Min-jae    |     |
| 19         | Defensa        | Kim Young-gwon |     |
| 3          | Defensa        | Kim Jin-su     |     |
| 6          | Centrocampista | Hwang In-beom  |     |
| 5          | Centrocampista | Jung Woo-young |     |
| 17         | Centrocampista | Na Sang-ho     | 75' |
| 10         | Centrocampista | Lee Jae-sung   | 75' |
| 7          | Centrocampista | Son Heung-min  |     |
| 16         | Delantero      | Hwang Ui-jo    | 74' |
| Entrenador | Entrenador     | Paulo Bento    |     |

| 21 | Delantero      | Edinson Cavani     | 64' |
| 7  | Centrocampista | Nicolás de la Cruz | 78' |
| 17 | Defensa        | Matías Viña        | 79' |
| 13 | Defensa        | Guillermo Varela   | 88' |

| 9  | Delantero      | Cho Gue-sung | 74' |
| 13 | Centrocampista | Son Jun-ho   | 75' |
| 18 | Centrocampista | Lee Kang-in  | 75' |

| Amonestado | 57'   | Martín Cáceres   |
| Amonestado | 90+7' | Guillermo Varela |

| Amonestado | 88' | Cho Gue-sung |

| Árbitro             | Clément Turpin   |
| Árbitros asistentes | Nicolas Danos    |
| Árbitros asistentes | Cyril Gringore   |
| Cuarto árbitro      | István Kovács    |
| Quinto árbitro      | Vasile Marinescu |
| VAR                 | Jérôme Brisard   |
| Adicionales VAR     | Benoît Millot    |
| Adicionales VAR     | Djibril Camara   |
| Adicionales VAR     | Rédouane Jiyed   |
| Adicionales VAR     | Rafael Foltyn    |

| 23         | Guardameta     | Sergio Rochet      |     |
| 22         | Defensa        | Martín Cáceres     |     |
| 3          | Defensa        | Diego Godín        |     |
| 2          | Defensa        | José María Giménez |     |
| 16         | Defensa        | Mathías Olivera    | 79' |
| 15         | Centrocampista | Federico Valverde  |     |
| 5          | Centrocampista | Matías Vecino      | 78' |
| 6          | Centrocampista | Rodrigo Bentancur  |     |
| 8          | Delantero      | Facundo Pellistri  | 88' |
| 9          | Delantero      | Luis Suárez        | 64' |
| 11         | Delantero      | Darwin Núñez       |     |
| Entrenador | Entrenador     | Diego Alonso       |     |

| 1          | Guardameta     | Kim Seung-gyu  |     |
| 15         | Defensa        | Kim Moon-hwan  |     |
| 4          | Defensa        | Kim Min-jae    |     |
| 19         | Defensa        | Kim Young-gwon |     |
| 3          | Defensa        | Kim Jin-su     |     |
| 6          | Centrocampista | Hwang In-beom  |     |
| 5          | Centrocampista | Jung Woo-young |     |
| 17         | Centrocampista | Na Sang-ho     | 75' |
| 10         | Centrocampista | Lee Jae-sung   | 75' |
| 7          | Centrocampista | Son Heung-min  |     |
| 16         | Delantero      | Hwang Ui-jo    | 74' |
| Entrenador | Entrenador     | Paulo Bento    |     |

| 21 | Delantero      | Edinson Cavani     | 64' |
| 7  | Centrocampista | Nicolás de la Cruz | 78' |
| 17 | Defensa        | Matías Viña        | 79' |
| 13 | Defensa        | Guillermo Varela   | 88' |

| 9  | Delantero      | Cho Gue-sung | 74' |
| 13 | Centrocampista | Son Jun-ho   | 75' |
| 18 | Centrocampista | Lee Kang-in  | 75' |

| Amonestado | 57'   | Martín Cáceres   |
| Amonestado | 90+7' | Guillermo Varela |

| Amonestado | 88' | Cho Gue-sung |

| Árbitro             | Clément Turpin   |
| Árbitros asistentes | Nicolas Danos    |
| Árbitros asistentes | Cyril Gringore   |
| Cuarto árbitro      | István Kovács    |
| Quinto árbitro      | Vasile Marinescu |
| VAR                 | Jérôme Brisard   |
| Adicionales VAR     | Benoît Millot    |
| Adicionales VAR     | Djibril Camara   |
| Adicionales VAR     | Rédouane Jiyed   |
| Adicionales VAR     | Rafael Foltyn    |

| \| Estadísticas \| \| \| \| Tiros \| 10 \| 7 \| \| Tiros a puerta \| 1 \| 0 \| \| Faltas \| 7 \| 10 \| \| Saques de esquina \| 4 \| 3 \| \| Penaltis \| 0 \| 0 \| \| Fueras de juego \| 1 \| 0 \| \| Posesión de balón \| 56% \| 44% \| | Alineación inicial |                          |
| Estadísticas | Bandera de Uruguay | Bandera de Corea del Sur |
| Tiros | 10                 | 7                        |
| Tiros a puerta | 1                  | 0                        |
| Faltas | 7                  | 10                       |
| Saques de esquina | 4                  | 3                        |
| Penaltis | 0                  | 0                        |
| Fueras de juego | 1                  | 0                        |
| Posesión de balón | 56%                | 44%                      |

#### Portugal vs. Uruguay
| 28 de noviembre | Portugal                    | 2:0 (0:0) | Uruguay | Estadio Icónico, Lusail                                                           |                                                                                   |
| 22:00           | Fernandes 54', 90+3' (pen.) | Reporte   |         | Asistencia: 88 668 espectadores Árbitro(s): Alireza Faghani VAR: Abdulla Al-Marri | Asistencia: 88 668 espectadores Árbitro(s): Alireza Faghani VAR: Abdulla Al-Marri |

| 22         | Guardameta     | Diogo Costa       |     |
| 20         | Defensa        | João Cancelo      |     |
| 4          | Defensa        | Rúben Dias        |     |
| 3          | Defensa        | Pepe              |     |
| 19         | Defensa        | Nuno Mendes       | 42' |
| 10         | Centrocampista | Bernardo Silva    |     |
| 18         | Centrocampista | Rúben Neves       | 69' |
| 14         | Centrocampista | William Carvalho  | 83' |
| 8          | Delantero      | Bruno Fernandes   |     |
| 7          | Delantero      | Cristiano Ronaldo | 82' |
| 11         | Delantero      | João Félix        | 82' |
| Entrenador | Entrenador     | Fernando Santos   |     |

| 23         | Guardameta     | Sergio Rochet      |     |
| 19         | Defensa        | Sebastián Coates   |     |
| 3          | Defensa        | Diego Godín        | 62' |
| 2          | Defensa        | José María Giménez |     |
| 13         | Centrocampista | Guillermo Varela   |     |
| 5          | Centrocampista | Matías Vecino      | 62' |
| 15         | Centrocampista | Federico Valverde  |     |
| 6          | Centrocampista | Rodrigo Bentancur  |     |
| 16         | Centrocampista | Mathías Olivera    | 86' |
| 11         | Delantero      | Darwin Núñez       | 72' |
| 21         | Delantero      | Edinson Cavani     | 73' |
| Entrenador | Entrenador     | Diego Alonso       |     |

| 5  | Defensa        | Raphaël Guerreiro | 42' |
| 15 | Delantero      | Rafael Leão       | 69' |
| 23 | Centrocampista | Matheus Nunes     | 82' |
| 26 | Delantero      | Gonçalo Ramos     | 82' |
| 6  | Centrocampista | João Palhinha     | 83' |

| 10 | Centrocampista | Giorgian de Arrascaeta | 62' |
| 8  | Delantero      | Facundo Pellistri      | 62' |
| 18 | Delantero      | Maxi Gómez             | 72' |
| 9  | Delantero      | Luis Suárez            | 73' |
| 17 | Defensa        | Matías Viña            | 86' |

| Anotado         | 54'   | Bruno Fernandes | 1–0 |
| Anotado · Penal | 90+3' | Bruno Fernandes | 2–0 |

| Amonestado | 38' | Rúben Neves |
| Amonestado | 77' | João Félix  |
| Amonestado | 89' | Rúben Dias  |

| Amonestado | 6'  | Rodrigo Bentancur |
| Amonestado | 44' | Mathías Olivera   |

| Árbitro             | Alireza Faghani        |
| Árbitros asistentes | Mohammadreza Mansouri  |
| Árbitros asistentes | Mohammadreza Abolfazli |
| Cuarto árbitro      | Abdulrahman Al-Jassim  |
| Quinto árbitro      | Saud Al-Maqaleh        |
| VAR                 | Abdulla Al-Marri       |
| Adicionales VAR     | Shaun Evans            |
| Adicionales VAR     | Anton Shchetinin       |
| Adicionales VAR     | Rédouane Jiyed         |
| Adicionales VAR     | Ashley Beecham         |

| 22         | Guardameta     | Diogo Costa       |     |
| 20         | Defensa        | João Cancelo      |     |
| 4          | Defensa        | Rúben Dias        |     |
| 3          | Defensa        | Pepe              |     |
| 19         | Defensa        | Nuno Mendes       | 42' |
| 10         | Centrocampista | Bernardo Silva    |     |
| 18         | Centrocampista | Rúben Neves       | 69' |
| 14         | Centrocampista | William Carvalho  | 83' |
| 8          | Delantero      | Bruno Fernandes   |     |
| 7          | Delantero      | Cristiano Ronaldo | 82' |
| 11         | Delantero      | João Félix        | 82' |
| Entrenador | Entrenador     | Fernando Santos   |     |

| 23         | Guardameta     | Sergio Rochet      |     |
| 19         | Defensa        | Sebastián Coates   |     |
| 3          | Defensa        | Diego Godín        | 62' |
| 2          | Defensa        | José María Giménez |     |
| 13         | Centrocampista | Guillermo Varela   |     |
| 5          | Centrocampista | Matías Vecino      | 62' |
| 15         | Centrocampista | Federico Valverde  |     |
| 6          | Centrocampista | Rodrigo Bentancur  |     |
| 16         | Centrocampista | Mathías Olivera    | 86' |
| 11         | Delantero      | Darwin Núñez       | 72' |
| 21         | Delantero      | Edinson Cavani     | 73' |
| Entrenador | Entrenador     | Diego Alonso       |     |

| 5  | Defensa        | Raphaël Guerreiro | 42' |
| 15 | Delantero      | Rafael Leão       | 69' |
| 23 | Centrocampista | Matheus Nunes     | 82' |
| 26 | Delantero      | Gonçalo Ramos     | 82' |
| 6  | Centrocampista | João Palhinha     | 83' |

| 10 | Centrocampista | Giorgian de Arrascaeta | 62' |
| 8  | Delantero      | Facundo Pellistri      | 62' |
| 18 | Delantero      | Maxi Gómez             | 72' |
| 9  | Delantero      | Luis Suárez            | 73' |
| 17 | Defensa        | Matías Viña            | 86' |

| Anotado         | 54'   | Bruno Fernandes | 1–0 |
| Anotado · Penal | 90+3' | Bruno Fernandes | 2–0 |

| Amonestado | 38' | Rúben Neves |
| Amonestado | 77' | João Félix  |
| Amonestado | 89' | Rúben Dias  |

| Amonestado | 6'  | Rodrigo Bentancur |
| Amonestado | 44' | Mathías Olivera   |

| Árbitro             | Alireza Faghani        |
| Árbitros asistentes | Mohammadreza Mansouri  |
| Árbitros asistentes | Mohammadreza Abolfazli |
| Cuarto árbitro      | Abdulrahman Al-Jassim  |
| Quinto árbitro      | Saud Al-Maqaleh        |
| VAR                 | Abdulla Al-Marri       |
| Adicionales VAR     | Shaun Evans            |
| Adicionales VAR     | Anton Shchetinin       |
| Adicionales VAR     | Rédouane Jiyed         |
| Adicionales VAR     | Ashley Beecham         |

| \| Estadísticas \| \| \| \| Tiros \| 15 \| 11 \| \| Tiros a puerta \| 3 \| 3 \| \| Faltas \| 10 \| 16 \| \| Saques de esquina \| 6 \| 2 \| \| Penaltis \| 1 \| 0 \| \| Fueras de juego \| 3 \| 0 \| \| Posesión de balón \| 60% \| 40% \| | Alineación inicial  |                    |
| Estadísticas | Bandera de Portugal | Bandera de Uruguay |
| Tiros | 15                  | 11                 |
| Tiros a puerta | 3                   | 3                  |
| Faltas | 10                  | 16                 |
| Saques de esquina | 6                   | 2                  |
| Penaltis | 1                   | 0                  |
| Fueras de juego | 3                   | 0                  |
| Posesión de balón | 60%                 | 40%                |

#### Ghana vs. Uruguay
| 2 de diciembre | Ghana | 0:2 (0:2) | Uruguay                   | Estadio Al Janoub, Al Wakrah                                                    |                                                                                 |
| 18:00          |       | Reporte   | G. de Arrascaeta 26', 32' | Asistencia: 43 443 espectadores Árbitro(s): Daniel Siebert VAR: Bastian Dankert | Asistencia: 43 443 espectadores Árbitro(s): Daniel Siebert VAR: Bastian Dankert |

| 1          | Guardameta     | Lawrence Ati-Zigi |       |
| 26         | Defensa        | Alidu Seidu       |       |
| 18         | Defensa        | Daniel Amartey    |       |
| 4          | Defensa        | Mohammed Salisu   |       |
| 17         | Defensa        | Baba Rahman       |       |
| 5          | Centrocampista | Thomas Partey     |       |
| 21         | Centrocampista | Salis Abdul Samed | 72'   |
| 20         | Centrocampista | Mohammed Kudus    | 90+8' |
| 10         | Centrocampista | André Ayew        | 46'   |
| 9          | Centrocampista | Jordan Ayew       | 46'   |
| 19         | Delantero      | Iñaki Williams    | 72'   |
| Entrenador | Entrenador     | Otto Addo         |       |

| 23         | Guardameta     | Sergio Rochet          |     |
| 13         | Defensa        | Guillermo Varela       |     |
| 2          | Defensa        | José María Giménez     |     |
| 19         | Defensa        | Sebastián Coates       |     |
| 16         | Defensa        | Mathías Olivera        |     |
| 8          | Centrocampista | Facundo Pellistri      | 66' |
| 15         | Centrocampista | Federico Valverde      |     |
| 6          | Centrocampista | Rodrigo Bentancur      | 34' |
| 10         | Centrocampista | Giorgian de Arrascaeta | 80' |
| 9          | Delantero      | Luis Suárez            | 66' |
| 11         | Delantero      | Darwin Núñez           | 80' |
| Entrenador | Entrenador     | Diego Alonso           |     |

| 22 | Centrocampista | Kamaldeen Sulemana    | 46'   |
| 11 | Delantero      | Osman Bukari          | 46'   |
| 25 | Centrocampista | Antoine Semenyo       | 72'   |
| 8  | Centrocampista | Daniel-Kofi Kyereh    | 72'   |
| 7  | Delantero      | Abdul Fatawu Issahaku | 90+8' |

| 5  | Centrocampista | Matías Vecino      | 34' |
| 7  | Centrocampista | Nicolás de la Cruz | 66' |
| 21 | Delantero      | Edinson Cavani     | 66' |
| 18 | Delantero      | Maxi Gómez         | 80' |
| 24 | Delantero      | Agustín Canobbio   | 80' |

| Anotado | 26' | Giorgian de Arrascaeta | 0–1 |
| Anotado | 32' | Giorgian de Arrascaeta | 0–2 |

| Amonestado | 86'   | Kamaldeen Sulemana |
| Amonestado | 90+9' | Alidu Seidu        |

| Amonestado | 19'    | Darwin Núñez       |
| Amonestado | 60'    | Luis Suárez        |
| Amonestado | 87'    | Sebastián Coates   |
| Amonestado | 90+10' | Edinson Cavani     |
| Amonestado | 90+10' | José María Giménez |

| Árbitro             | Daniel Siebert        |
| Árbitros asistentes | Jan Seidel            |
| Árbitros asistentes | Rafael Foltyn         |
| Cuarto árbitro      | Yoshimi Yamashita     |
| Quinto árbitro      | Vasile Marinescu      |
| VAR                 | Bastian Dankert       |
| Adicionales VAR     | Pol van Boekel        |
| Adicionales VAR     | Ciro Carbone          |
| Adicionales VAR     | Paolo Valeri          |
| Adicionales VAR     | Alessandro Giallatini |

| 1          | Guardameta     | Lawrence Ati-Zigi |       |
| 26         | Defensa        | Alidu Seidu       |       |
| 18         | Defensa        | Daniel Amartey    |       |
| 4          | Defensa        | Mohammed Salisu   |       |
| 17         | Defensa        | Baba Rahman       |       |
| 5          | Centrocampista | Thomas Partey     |       |
| 21         | Centrocampista | Salis Abdul Samed | 72'   |
| 20         | Centrocampista | Mohammed Kudus    | 90+8' |
| 10         | Centrocampista | André Ayew        | 46'   |
| 9          | Centrocampista | Jordan Ayew       | 46'   |
| 19         | Delantero      | Iñaki Williams    | 72'   |
| Entrenador | Entrenador     | Otto Addo         |       |

| 23         | Guardameta     | Sergio Rochet          |     |
| 13         | Defensa        | Guillermo Varela       |     |
| 2          | Defensa        | José María Giménez     |     |
| 19         | Defensa        | Sebastián Coates       |     |
| 16         | Defensa        | Mathías Olivera        |     |
| 8          | Centrocampista | Facundo Pellistri      | 66' |
| 15         | Centrocampista | Federico Valverde      |     |
| 6          | Centrocampista | Rodrigo Bentancur      | 34' |
| 10         | Centrocampista | Giorgian de Arrascaeta | 80' |
| 9          | Delantero      | Luis Suárez            | 66' |
| 11         | Delantero      | Darwin Núñez           | 80' |
| Entrenador | Entrenador     | Diego Alonso           |     |

| 22 | Centrocampista | Kamaldeen Sulemana    | 46'   |
| 11 | Delantero      | Osman Bukari          | 46'   |
| 25 | Centrocampista | Antoine Semenyo       | 72'   |
| 8  | Centrocampista | Daniel-Kofi Kyereh    | 72'   |
| 7  | Delantero      | Abdul Fatawu Issahaku | 90+8' |

| 5  | Centrocampista | Matías Vecino      | 34' |
| 7  | Centrocampista | Nicolás de la Cruz | 66' |
| 21 | Delantero      | Edinson Cavani     | 66' |
| 18 | Delantero      | Maxi Gómez         | 80' |
| 24 | Delantero      | Agustín Canobbio   | 80' |

| Anotado | 26' | Giorgian de Arrascaeta | 0–1 |
| Anotado | 32' | Giorgian de Arrascaeta | 0–2 |

| Amonestado | 86'   | Kamaldeen Sulemana |
| Amonestado | 90+9' | Alidu Seidu        |

| Amonestado | 19'    | Darwin Núñez       |
| Amonestado | 60'    | Luis Suárez        |
| Amonestado | 87'    | Sebastián Coates   |
| Amonestado | 90+10' | Edinson Cavani     |
| Amonestado | 90+10' | José María Giménez |

| Árbitro             | Daniel Siebert        |
| Árbitros asistentes | Jan Seidel            |
| Árbitros asistentes | Rafael Foltyn         |
| Cuarto árbitro      | Yoshimi Yamashita     |
| Quinto árbitro      | Vasile Marinescu      |
| VAR                 | Bastian Dankert       |
| Adicionales VAR     | Pol van Boekel        |
| Adicionales VAR     | Ciro Carbone          |
| Adicionales VAR     | Paolo Valeri          |
| Adicionales VAR     | Alessandro Giallatini |

| \| Estadísticas \| \| \| \| Tiros \| 10 \| 12 \| \| Tiros a puerta \| 4 \| 7 \| \| Faltas \| 18 \| 11 \| \| Saques de esquina \| 5 \| 2 \| \| Penaltis \| 1 \| 0 \| \| Fueras de juego \| 2 \| 2 \| \| Posesión de balón \| 51% \| 49% \| | Alineación inicial |                    |
| Estadísticas | Bandera de Ghana   | Bandera de Uruguay |
| Tiros | 10                 | 12                 |
| Tiros a puerta | 4                  | 7                  |
| Faltas | 18                 | 11                 |
| Saques de esquina | 5                  | 2                  |
| Penaltis | 1                  | 0                  |
| Fueras de juego | 2                  | 2                  |
| Posesión de balón | 51%                | 49%                |

## Estadísticas

### Participación de jugadores
| N.° | Pos        | Jugador          | PJ | Minutos jugados | Goles recibidos | Atajos | Tarjetas amarillas | Doble tarjeta amarilla y roja | Tarjetas rojas |
| --- | ---------- | ---------------- | -- | --------------- | --------------- | ------ | ------------------ | ----------------------------- | -------------- |
| 1   | Guardameta | Fernando Muslera | 0  | 0               | 0               | 0      | 0                  | 0                             | 0              |
| 12  | Guardameta | Sebastián Sosa   | 0  | 0               | 0               | 0      | 0                  | 0                             | 0              |
| 23  | Guardameta | Sergio Rochet    | 3  | 270             | -2              | 5      | 0                  | 0                             | 0              |

| N.° | Pos            | Jugador                | PJ | Minutos jugados | Goles | Asistencias | Tarjetas Amarillas | Doble tarjeta amarilla y roja | Tarjetas rojas |
| --- | -------------- | ---------------------- | -- | --------------- | ----- | ----------- | ------------------ | ----------------------------- | -------------- |
| 2   | Defensa        | José María Giménez     | 3  | 270             | 0     | 0           | 1                  | 0                             | 0              |
| 3   | Defensa        | Diego Godín            | 2  | 152             | 0     | 0           | 0                  | 0                             | 0              |
| 4   | Defensa        | Ronald Araújo          | 0  | 0               | 0     | 0           | 0                  | 0                             | 0              |
| 5   | Centrocampista | Matías Vecino          | 3  | 196             | 0     | 0           | 0                  | 0                             | 0              |
| 6   | Centrocampista | Rodrigo Bentancur      | 3  | 214             | 0     | 0           | 1                  | 0                             | 0              |
| 7   | Centrocampista | Nicolás de la Cruz     | 2  | 36              | 0     | 0           | 0                  | 0                             | 0              |
| 8   | Delantero      | Facundo Pellistri      | 3  | 182             | 0     | 0           | 0                  | 0                             | 0              |
| 9   | Delantero      | Luis Suárez            | 3  | 147             | 0     | 1           | 1                  | 0                             | 0              |
| 10  | Centrocampista | Giorgian de Arrascaeta | 2  | 108             | 2     | 0           | 0                  | 0                             | 0              |
| 11  | Delantero      | Darwin Núñez           | 3  | 242             | 0     | 0           | 1                  | 0                             | 0              |
| 13  | Defensa        | Guillermo Varela       | 3  | 182             | 0     | 0           | 1                  | 0                             | 0              |
| 14  | Centrocampista | Lucas Torreira         | 0  | 0               | 0     | 0           | 0                  | 0                             | 0              |
| 15  | Centrocampista | Federico Valverde      | 3  | 270             | 0     | 0           | 0                  | 0                             | 0              |
| 16  | Defensa        | Mathías Olivera        | 3  | 255             | 0     | 0           | 1                  | 0                             | 0              |
| 17  | Defensa        | Matías Viña            | 2  | 15              | 0     | 0           | 0                  | 0                             | 0              |
| 18  | Delantero      | Maxi Gómez             | 2  | 28              | 0     | 0           | 0                  | 0                             | 0              |
| 19  | Defensa        | Sebastián Coates       | 2  | 180             | 0     | 0           | 1                  | 0                             | 0              |
| 20  | Delantero      | Facundo Torres         | 0  | 0               | 0     | 0           | 0                  | 0                             | 0              |
| 21  | Delantero      | Edinson Cavani         | 3  | 123             | 0     | 0           | 1                  | 0                             | 0              |
| 22  | Defensa        | Martín Cáceres         | 1  | 90              | 0     | 0           | 1                  | 0                             | 0              |
| 24  | Delantero      | Agustín Canobbio       | 1  | 10              | 0     | 0           | 0                  | 0                             | 0              |
| 25  | Centrocampista | Manuel Ugarte          | 0  | 0               | 0     | 0           | 0                  | 0                             | 0              |
| 26  | Defensa        | José Luis Rodríguez    | 0  | 0               | 0     | 0           | 0                  | 0                             | 0              |

### Goleadores
| #     | Jugador                | Anotado | PJ | Prom. | Jugada | Cabeza | Tiro libre | Penal |
| ----- | ---------------------- | ------- | -- | ----- | ------ | ------ | ---------- | ----- |
| 1     | Giorgian de Arrascaeta | 2       | 2  | 1     | 1      | 1      | 0          | 0     |
| Total | Total                  | 2       | 3  | 0.67  | 1      | 1      | 0          | 0     |

### Asistencias
| #     | Jugador     | Asistencia | Jugada | Cabeza | Tiro libre | Saque de esquina |
| ----- | ----------- | ---------- | ------ | ------ | ---------- | ---------------- |
| 1     | Luis Suárez | 1          | 1      | 0      | 0          | 0                |
| Total | Total       | 1          | 1      | 0      | 0          | 0                |

### Tarjetas disciplinarias
| #     | Jugador            | Amonestado | Otorgado · Expulsado | Expulsado | Sanción |
| ----- | ------------------ | ---------- | -------------------- | --------- | ------- |
| 1     | Martín Cáceres     | 1          | 0                    | 0         |         |
| 2     | Guillermo Varela   | 1          | 0                    | 0         |         |
| 3     | Rodrigo Bentancur  | 1          | 0                    | 0         |         |
| 4     | Mathías Olivera    | 1          | 0                    | 0         |         |
| 5     | Darwin Núñez       | 1          | 0                    | 0         |         |
| 6     | Luis Suárez        | 1          | 0                    | 0         |         |
| 7     | Sebastián Coates   | 1          | 0                    | 0         |         |
| 8     | Edinson Cavani     | 1          | 0                    | 0         |         |
| 9     | José María Giménez | 1          | 0                    | 0         |         |
| Total | Total              | 9          | 0                    | 0         |         |